# Мануеле Блазі
Мануеле Блазі (італ. Manuele Blasi, нар. 17 серпня 1980, Чивітавекк'я) — італійський футболіст, що грав на позиції півзахисника. По завершенні ігрової кар'єри — тренер.
Виступав, зокрема, за «Рому», «Ювентус» та «Наполі», а також національну збірну Італії.

## Клубна кар'єра
Народився 17 серпня 1980 року в місті Чивітавекк'я. Вихованець футбольної школи клубу «Рома». Дорослу футбольну кар'єру розпочав 1996 року в основній команді того ж клубу, але так за неї жодного матчу і не провів. У 1998 році він був відданий в оренду в клуб «Лечче», у складі якого провів 12 ігор у Серії Б. Після повернення в «Рому» Фабіо Капелло, головний тренер римлян, як і раніше не довіряв молодому гравцеві, який зіграв лише в 7 матчах клубу. 22 січня 2000 року Блазі дебютував у матчі Серії А з «П'яченцою» (2:1).
Влітку 2000 року Блазі був орендований «Перуджою» в рамках угоди, коли в стан «джалороссі» перейшов Хідетосі Наката. Після одного сезону «Перуджа» викупила контракт Блазі за 18 мільярдів лір. У складі клубу Блазі провів в цілому 3 сезони. Саме в цьому клубі Мануеле вперше у своїй кар'єрі був відправлений на місце опорного півзахисника.
У липні 2002 року Блазі перейшов у «Ювентус» за близько 17,7 мільйонів євро, але ще один сезон провів у «Перуджі», після чого був відданий в оренду в «Парму». Там через позитивний тест на нандролон футболіста було дискваліфіковано на шість місяців, з 17 жовтня 2003 по 17 березня 2004 року. Пізніше цей термін був зменшений на 1 місяць.

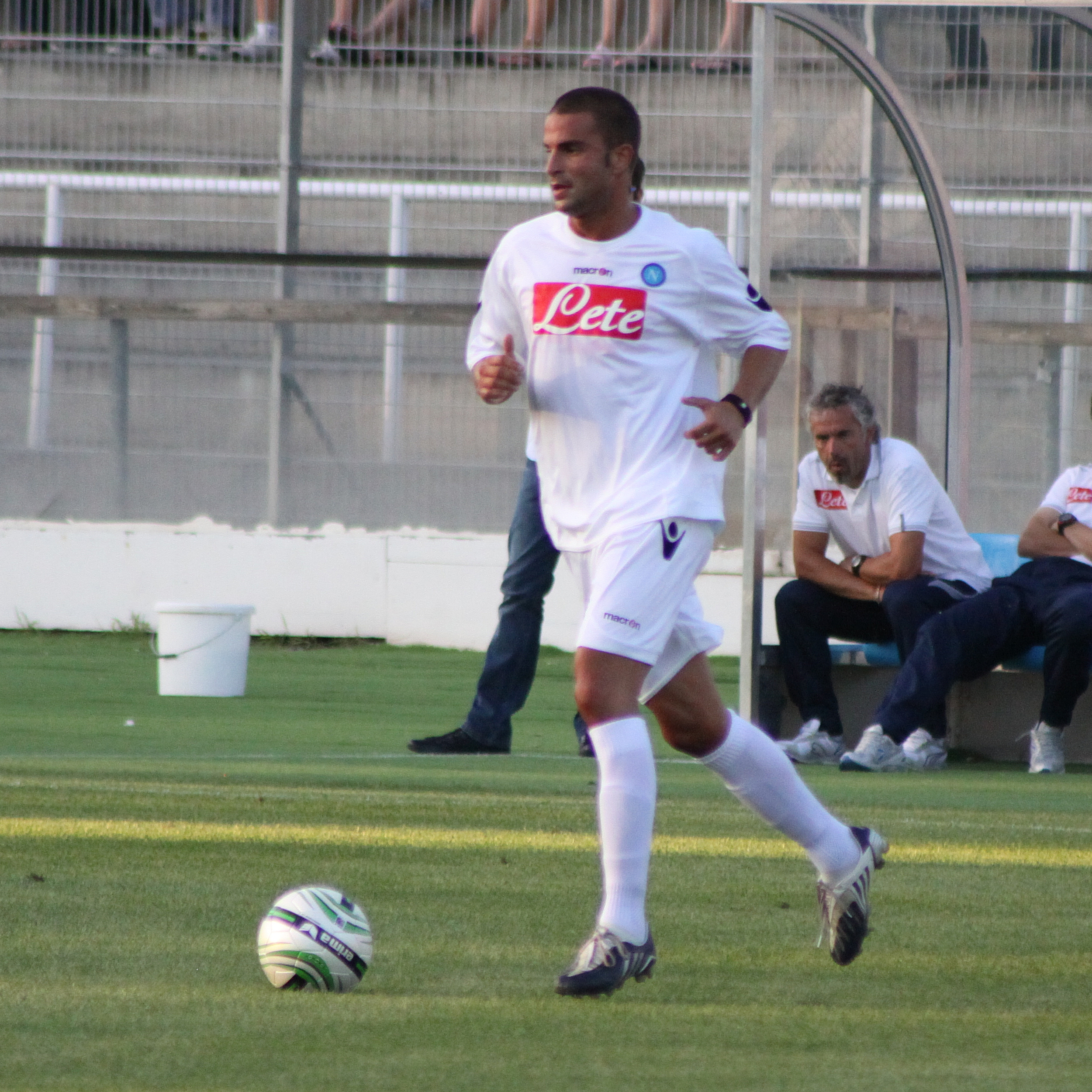
Мануеле Блазі у складі «Наполі». 21 липня 2009 року.

У 2004 році Блазі повернувся в «Ювентус» і став твердим гравцем основного складу клубу, вигравши конкуренцію у Алессіо Таккінарді і Стівена Аппіа і виборовши титул чемпіона Італії. Але в наступному сезоні з прибуттям в клуб Патріка Вієйра Блазі втратив місце в основі команди, виступаючи іноді на лівому фланзі оборони і півзахисту, де він заміняв Джанлуку Дзамбротту і вдруге став чемпіоном країни.
Влітку 2006 року після Кальчополі, в результаті якого «Ювентус» позбавили двох останніх титулів чемпіона та відправили до Серії Б, Блазі був орендований «Фіорентиною». 22 жовтня того ж року він забив свій перший м'яч за всі 139 матчів у Серії А. Незважаючи на те, що Блазі став гравцем основи команди, «Фіорентина» не викупила його трансфер після закінчення сезону. Влітку 2007 року він повернувся в «Ювентус», але його прихід не входив в плани головного тренера команди Клаудіо Раньєрі, який виставив футболіста на трансфер. Ним цікавився англійський «Манчестер Сіті», але угода не відбулася.
У серпні 2007 року Блазі разом зі своїм товаришем по команді Марсело Салаєтою перейшов до «Наполі» на правах співвласності. У першому сезоні в новому клубі Блазі провів один з кращих періодів кар'єри. Він був поставлений на правий край півзахисту, ставши одним з лідерів команди. 22 травня 2008 року «Наполі» викупив другу частину контракту Блазі, заплативши 2,4 млн євро. Після цього Блазі провів ще один сезон у клубі, виступивши майже у всіх іграх своєї команди.
31 серпня 2009 року Блазі перейшов на правах оренди з першочерговим правом викупу в «Палермо». Він дебютував у складі команди в матчі третього туру з «Барі». По завершенні сезону 20 травня 2010 року він приєднався до «Мілану» на товариський турнір у Сполучених Штатах, зігравши в трьох іграх. Втім угоду з міланським клубом Блазі не підписав і наступний сезон провів у «Наполі», зігравши лише у 5 матчах в усіх турнірах.
1 липня 2011 року Блазі повернувся в «Парму» в рамках угоди з придбання «Наполі» Блеріма Джемайлі. Втім закріпитись у команді не зумів і 25 січня 2012 року підписав контракт з ще одним своїм колишнім клубом «Лечче». За підсумками того сезону «Лечче» вилетіло з Серії А і Блазі влітку покинув команду.
7 серпня 2012 року уклав контракт з новачком Серії А «Пескарою», у складі якої зіграв свої останні 12 матчів у вищому дивізіоні Італії, але врятувати команду від вильоту не зумів, після чого покинув колектив. Після цього протягом 2013—2015 років захищав кольори клубу «Варезе» у Серії Б.
У серпні 2015 року Блазі став гравцем індійського клубу «Ченнаї», який очолював італієць Марко Матерацці на сезон індійської Суперліги. У грудні того ж року, він виграв чемпіонат, перемігши у фіналі «Гоа» (3:2).
1 лютого 2016 року він перейшов до клубу «Іскія Ізолаверде» з Лепи Про, третього за рівнем дивізіону Італії. Але вже 22 березня, після лише 4 виступів з командою з Кампанії, він розірвав контракт з особистих причин і незабаром повернувся у «Ченнаї» на наступний сезон Суперліги. Втім цього разу його команда послі передостаннє 7 місце і не вийшла в плей-оф.
Завершив ігрову кар'єру у команді «Компанья Портуале», за яку виступав протягом 2017 року у Еччеленці, італійській аматорській лізі.

## Виступи за збірні
1996 року дебютував у складі юнацької збірної Італії до 15 років. Наступного року у складі збірної до 16 років взяв участь у юнацькому чемпіонаті Європи в Німеччині. Згодом з командою до 18 років став фіналістом юнацького чемпіонату Європи (U-18) 1999 року у Швеції, а з командою до 20 років бронзовим призером Турніру в Тулоні у 2000 році. Загалом на юнацькому рівні взяв участь у 34 іграх, відзначившись одним забитим голом.
Протягом 2000—2002 років залучався до складу молодіжної збірної Італії, у складі якої поїхав на молодіжний чемпіонат Європи 2002 року у Швейцарії, де його команда дійшла до півфіналу. Всього на молодіжному рівні зіграв у 6 офіційних матчах.
18 серпня 2004 року дебютував в офіційних матчах у складі національної збірної Італії в товариській грі з Ісландією. Ця гра стала дебютом для Марчелло Ліппі на тренерській лаві національної команди. Всього протягом кар'єри у національній команді, яка тривала 2 роки, провів у її формі 8 матчів.

## Кар'єра тренера
12 січня 2017 року було оголошено, що Блазі приєднався до італійського аматорського клубу CPC 2005 Civitavecchia, а вже у вересні 2017 року він став новим головним тренером клубу.
23 травня 2019 року Блазі був призначений головним тренером мальтійського клубу «Хамрун Спартанс», який став його першим професіональним тренерським досвідом. Незважаючи на вихід до чвертьфіналу Кубка Мальти 2019/20, він був звільнений з посади на початку лютого 2020 року.

## Статистика виступів

### Статистика клубних виступів
| Сезон               | Команда             | Чемпіонат           | Чемпіонат | Чемпіонат | Національний кубок | Національний кубок | Національний кубок | Континентальні кубки | Континентальні кубки | Континентальні кубки | Інші змагання | Інші змагання | Інші змагання | Усього | Усього |
| Сезон               | Команда             | Ліга                | Ігор      | Голів     | Ліга               | Ігор               | Голів              | Ліга                 | Ігор                 | Голів                | Ліга          | Ігор          | Голів         | Ігор   | Голів  |
| ------------------- | ------------------- | ------------------- | --------- | --------- | ------------------ | ------------------ | ------------------ | -------------------- | -------------------- | -------------------- | ------------- | ------------- | ------------- | ------ | ------ |
| 1998–99             | «Лечче»             | B                   | 12        | 0         | КІ                 | 6                  | 0                  | -                    | -                    | -                    | -             | -             | -             | 18     | 0      |
| 1999–00             | «Рома»              | A                   | 5         | 0         | КІ                 | 2                  | 0                  | -                    | -                    | -                    | -             | -             | -             | 7      | 0      |
| 2000–01             | «Перуджа»           | A                   | 20        | 0         | КІ                 | 1                  | 0                  | Інт                  | 2                    | 0                    | -             | -             | -             | 23     | 0      |
| 2001–02             | «Перуджа»           | A                   | 26        | 0         | КІ                 | 4                  | 0                  | -                    | -                    | -                    | -             | -             | -             | 30     | 0      |
| 2002–03             | «Перуджа»           | A                   | 30        | 0         | КІ                 | 5                  | 0                  | Інт                  | 2                    | 0                    | -             | -             | -             | 37     | 0      |
| Усього за «Перуджу» | Усього за «Перуджу» | Усього за «Перуджу» | 76        | 0         |                    | 10                 | 0                  |                      | 4                    | 0                    |               | -             | -             | 90     | 0      |
| 2003–04             | «Парма»             | A                   | 12        | 0         | КІ                 | 0                  | 0                  | КУЄФА                | 1                    | 0                    | -             | -             | -             | 13     | 0      |
| 2004–05             | «Ювентус»           | A                   | 27        | 0         | КІ                 | 1                  | 0                  | ЛЧ                   | 8                    | 0                    | -             | -             | -             | 36     | 0      |
| 2005–06             | «Ювентус»           | A                   | 13        | 0         | КІ                 | 3                  | 0                  | ЛЧ                   | 5                    | 0                    | -             | -             | -             | 21     | 0      |
| Усього за «Ювентус» | Усього за «Ювентус» | Усього за «Ювентус» | 40        | 0         |                    | 4                  | 0                  |                      | 13                   | 0                    |               | -             | -             | 57     | 0      |
| 2006–07             | «Фіорентина»        | A                   | 31        | 1         | КІ                 | 2                  | 0                  | -                    | -                    | -                    | -             | -             | -             | 33     | 1      |
| 2007–08             | «Наполі»            | A                   | 27        | 0         | КІ                 | 3                  | 0                  | -                    | -                    | -                    | -             | -             | -             | 30     | 0      |
| 2008–09             | «Наполі»            | A                   | 32        | 0         | КІ                 | 0                  | 0                  | Інт+КУЄФА            | 2+3                  | 0                    | -             | -             | -             | 37     | 0      |
| серп. 2009          | «Наполі»            | A                   | 0         | 0         | КІ                 | 1                  | 0                  | -                    | -                    | -                    | -             | -             | -             | 1      | 0      |
| серп. 2009–10       | «Палермо»           | A                   | 14        | 0         | КІ                 | 1                  | 0                  | -                    | -                    | -                    | -             | -             | -             | 15     | 0      |
| 2010–11             | «Наполі»            | A                   | 2         | 0         | КІ                 | 1                  | 0                  | ЛЄ                   | 2                    | 0                    | -             | -             | -             | 5      | 0      |
| Усього за «Наполі»  | Усього за «Наполі»  | Усього за «Наполі»  | 61        | 0         |                    | 5                  | 0                  |                      | 7                    | 0                    |               | -             | -             | 73     | 0      |
| 2011-січ. 2012      | «Парма»             | A                   | 6         | 0         | КІ                 | 1                  | 0                  | -                    | -                    | -                    | -             | -             | -             | 7      | 0      |
| Усього за «Парму»   | Усього за «Парму»   | Усього за «Парму»   | 18        | 0         |                    | 1                  | 0                  |                      | 1                    | 0                    |               | -             | -             | 20     | 0      |
| січ.-черв. 2012     | «Лечче»             | A                   | 16        | 0         | КІ                 | -                  | -                  | -                    | -                    | -                    | -             | -             | -             | 16     | 0      |
| Усього за «Лечче»   | Усього за «Лечче»   | Усього за «Лечче»   | 28        | 0         |                    | 6                  | 0                  |                      | -                    | -                    |               | -             | -             | 34     | 0      |
| 2012–13             | «Пескара»           | A                   | 12        | 0         | КІ                 | -                  | -                  | -                    | -                    | -                    | -             | -             | -             | 12     | 0      |
| 2013–14             | «Варезе»            | B                   | 22        | 0         | КІ                 | 2                  | 0                  | -                    | -                    | -                    | -             | -             | -             | 24     | 0      |
| 2014–15             | «Варезе»            | B                   | 23        | 0         | КІ                 | 3                  | 0                  | -                    | -                    | -                    | -             | -             | -             | 26     | 0      |
| Усього за «Варезе»  | Усього за «Варезе»  | Усього за «Варезе»  | 45        | 0         |                    | 5                  | 0                  |                      | -                    | -                    |               | -             | -             | 50     | 0      |
| 2015                | «Ченнаї»            | СЛ                  | 10+3      | 0         | -                  | -                  | -                  | -                    | -                    | -                    | -             | -             | -             | 13     | 0      |
| лют.-бер. 2016      | «Іскія Ізолаверде»  | ЛП                  | 4         | 0         | КІ+КІ-ЛП           | 0                  | 0                  | -                    | -                    | -                    | -             | -             | -             | 4      | 0      |
| 2016                | «Ченнаї»            | СЛ                  | 6         | 0         | -                  | -                  | -                  | -                    | -                    | -                    | -             | -             | -             | 6      | 0      |
| Усього за «Ченнаї»  | Усього за «Ченнаї»  | Усього за «Ченнаї»  | 19        | 0         |                    | -                  | -                  |                      | -                    | -                    |               | -             | -             | 19     | 0      |
| Усього за кар'єру   | Усього за кар'єру   | Усього за кар'єру   | 344+3     | 1         |                    | 36                 | 0                  |                      | 25                   | 0                    |               | -             | -             | 408    | 1      |

### Статистика виступів за збірну
| Дата       | Місто           | Господарі | Результат | Гості                | Турнір            | Голи | Примітки |
| ---------- | --------------- | --------- | --------- | -------------------- | ----------------- | ---- | -------- |
| 18-8-2004  | Рейк'явік       | Ісландія  | 2 – 0     | Італія               | товариський матч  | -    | 46'      |
| 8-9-2004   | Кишинів         | Молдова   | 0 – 1     | Італія               | Відбір до ЧС 2006 | -    | 80'      |
| 13-10-2004 | Парма           | Італія    | 4 – 3     | Білорусь             | Відбір до ЧС 2006 | -    | 75'      |
| 17-11-2004 | Мессіна (місто) | Італія    | 1 – 0     | Фінляндія            | товариський матч  | -    | ЖК       |
| 9-2-2005   | Кальярі         | Італія    | 2 – 0     | Росія                | товариський матч  | -    | 50'      |
| 30-3-2005  | Падуя           | Італія    | 0 – 0     | Ісландія             | товариський матч  | -    | 41' 61'  |
| 8-6-2005   | Торонто         | Італія    | 1 – 1     | Сербія та Чорногорія | товариський матч  | -    | 13', 31' |
| 12-10-2005 | Лечче           | Італія    | 2 – 1     | Молдова              | Відбір до ЧС 2006 | -    | 46'      |
| Усього     |                 | Матчів    | 8         |                      | Голів             | 0    |          |

## Титули і досягнення
- Чемпіон Італії (2):

«Ювентус»: 2004/05, 2005/06 (Обидва забрані через Кальчополі)
- Переможець Індійської суперліги (1):

«Ченнаї»: 2015